# Comando de Operaciones Especiales de las Fuerzas del Cuerpo de Marines de los Estados Unidos
El Comando de Operaciones Especiales de las Fuerzas del Cuerpo de Marines de los Estados Unidos (en inglés: United States Marine Corps Forces Special Operations Command, MARSOC) es un comando componente de las Fuerzas de Operaciones Especiales de los Estados Unidos (USSOCOM o SOCOM) que comprende la contribución del Cuerpo de Marines al SOCOM. Sus principales capacidades son la acción directa, el reconocimiento especial y la defensa interna extranjera. El MARSOC también está orientado a realizar lucha antiterrorista y operaciones de información.

## Historia y linaje
Su creación fue presentada el 23 de noviembre de 2005 por el Secretario de Defensa Donald Rumsfeld, después de una reunión con el comandante del Comando de Operaciones Especiales el General Bryan D. Brown y el Comandante del Cuerpo de Marines el General Michael Hagee el 28 de octubre de 2005. El MARSOC se activó oficialmente el 24 de febrero de 2006 en una ceremonia en la base Camp Lejeune, en Carolina del Norte.
La posible participación de los Marines en el SOCOM se estudió desde que el SOCOM se formó en 1986 y hubo controversia al respecto. Pero finalmente en ese momento, los líderes del Cuerpo de Marines concluyeron que sus unidades de la Fuerza de Reconocimiento de los Marines (por entonces, sus únicas unidades de élite) se mantenían mejor en la estructura de mando Fuerza de Tareas Aeroterrestre de Marines (MAGTF) y que el desprendimiento de sus mejores hombres del mando del Cuartel General del Cuerpo de Marines en favor del Comando de Operaciones Especiales actuaría en detrimento del propio Cuerpo. En los años consiguientes y en los noventa pese a que se siguió hablando del asunto la iniciativa se enfrió. Pero en 2001, después de los ataques del 11 de septiembre, hubo una seria revaluación del tema, y junto con el nuevo interés en la guerra contra el terrorismo como gran objetivo y las nuevas políticas establecidas por el secretario Rumsfeld y el comandante general del Pentágono James L. Jones, hicieron que se decidiera la integración de la élite del Cuerpo de Marines en el SOCOM.

## Unidades subordinadas
- Regimiento Raider de los Marines